# Historienbrunnen

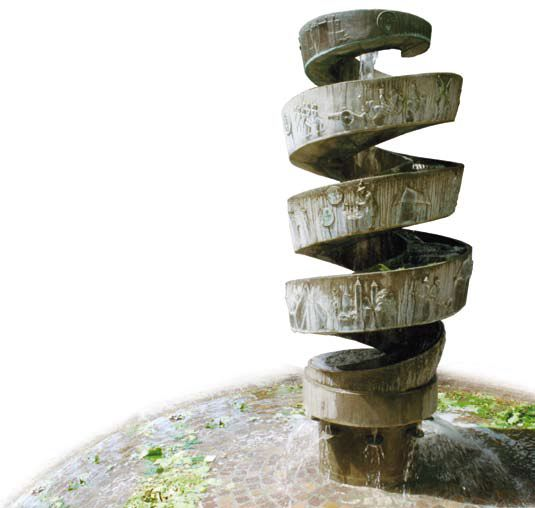
Der Historienbrunnen in der Fußgängerzone in Bergheim

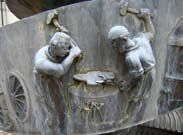
Abbildungen auf dem Historienbrunnen

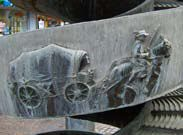
Weitere Abbildungen

Der sogenannte Historienbrunnen ist ein spiralförmiger Brunnen aus Bronze und steht als Kunstwerk und Sehenswürdigkeit in der Fußgängerzone der Kreisstadt Bergheim im Rhein-Erft-Kreis in Nordrhein-Westfalen.

## Geschichte und Architektur
Der Spiralbrunnen aus Bronze steht an der Georgskapelle. Er wurde von dem Bildhauer Bonifatius Stirnberg aus Aachen geschaffen und 1983 in Zusammenhang mit der Anlegung der Fußgängerzone aufgestellt.
Stirnberg verband in ihm moderne Kunst und Heimatgeschichte. In den Wangen des sich spiralförmig hochschraubenden Objekts sind 27 Motive zur Bergheimer Geschichte eingegossen, die – von unten nach oben – einer zeitlichen Chronologie folgen. Es beginnt mit dem Braunkohlenwald des Tertiärs und endet mit der gegenwärtigen Kohleverwertung im Niederaußemer Kraftwerk. Zu den historischen Ereignissen, die von Bonifatius Stirnberg aufgegriffen werden, gehören auch die Aufenthalte Albrecht Dürers und Kaiser Karls V. in Bergheim.